# ای.سی. بردلی (فیلم‌نامه‌نویس)
اشلی سی. بردلی (انگلیسی: Ashley C. Bradley) فیلم‌نامه‌نویس و تهیه‌کننده آمریکایی است. وی از سال ۲۰۱۴ میلادی تاکنون مشغول فعالیت بوده‌است.
او برای فعالیت در آثاری نظیر شکارچیان ترول: داستان‌های آرکادیا و سه فراری: داستان‌های آرکادیا معروف است. او نویسنده و تهیه کنندهٔ اجرایی مجموعهٔ پویانمایی چه می‌شود اگر… ؟ از دیزنی پلاس است.